# Alejandro D. Aclan
Mons. Alejandro Dumbrigue Aclan (* 9. února 1951, Pasay City) je filipínský římskokatolický duchovní a pomocný biskup arcidiecéze Los Angeles.

## Život
Narodil se 9. února 1951 v Pasay City.
Studoval zdravotnickou techniku na univerzitě svatého Tomáše v Manile a církevní studia na Saint John’s Seminary v Camarillu.
Dne 5. června 1993 jej kardinál Roger Michael Mahony vysvětil na kněze a byl inkardinován do arcidiecéze Los Angeles.
Po vysvěcení působil jako farní vikář farnosti svatého Finbara v Burbanku a farnosti svatého Jana z Boha v Norwalku. Roku 2001 se stal farářem farnosti svaté Madeleine v Pomoně. V letech 2012–2015 byl vicevikářem pro klérus arcidiecéze a poté vikářem.
Roku 2017 mu byl udělen titul Kaplan Jeho Svatosti.
Dne 5. března 2019 jej papež František jmenoval pomocným biskupem Los Angeles a titulárním biskupem z Rusicade. Biskupské svěcení proběhlo 16. května 2019. Světiteli byli arcibiskup José Horacio Gómez, kardinál Roger Michael Mahony a biskup Oscar Azarcon Solis.